# Ornäs station
Ornäs station, stationsbyggnad vid järnvägen mellan Borlänge C och Falu C, är belägen i Ornäs, Borlänge kommun. Stationshusen är ett välbevarat exempel på de mindre stationer, som uppfördes i ett stort antal på de olika bansträckorna. Denna typ av station är numera sällsynt, då många liknande stationer rivits eller förändrats väsentligt. Stationen och dess miljö har därför ett högt kulturhistoriskt värde. Stationen är ett statligt byggnadsminne sedan den 29 mars 2018.

## Bakgrund

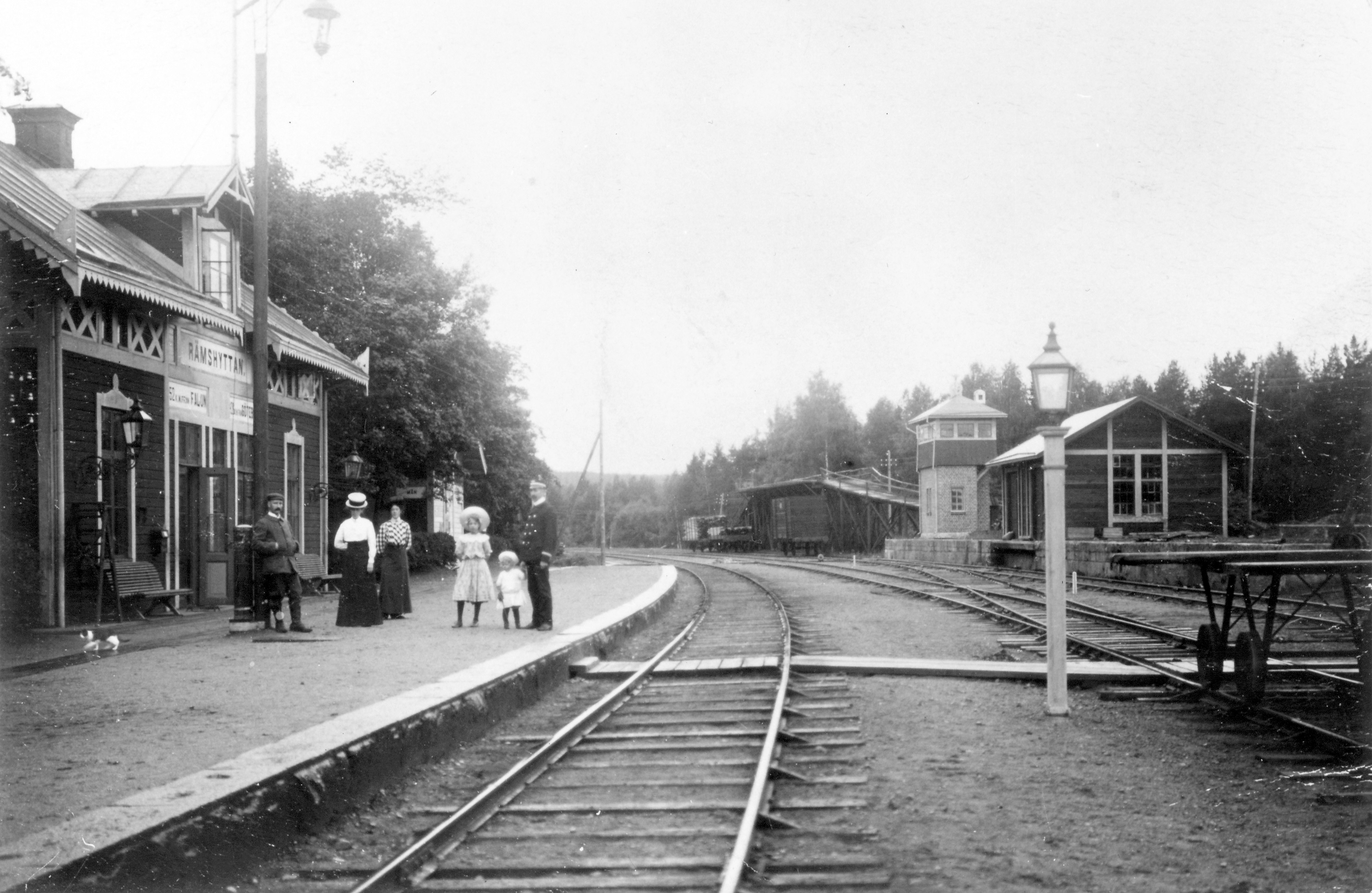
Rämshyttans järnvägsstation var av samma typ som Ornäs station – även den ritad av Axel Kumlien. Foto från omkring år 1900.

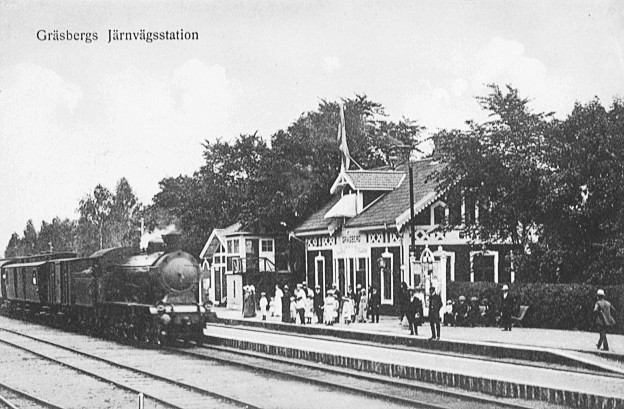
Gräsbergs järnvägsstation var också av samma typ som Ornäs och Rämshyttans stationshus.
Foto från år 1920.

Arkitekten Axel Kumlien ritade fyra olika modeller för stationshus till de många stationerna längs med banan. Stationshuset i Ornäs var ett mellanstort typhus enligt den tredje klassen med den genomgående väntsalen centralt placerad i bottenvåningen. Detta gjorde det enkelt för de resande att ta sig till tågen. Vanligtvis hade inte heller Kumliens stationshus någon indelning av väntsalarna i olika klasser. Detta var en nymodighet i sammanhanget.
De mellanstora stationshusen, klass 3 i trä, byggdes i förutom i Ornäs även i Ulvshyttan, Rämshyttan, Gräsberg, Klenshyttan, Geijersdal, Lindfors och Agnesberg.

## Historik
Bergslagernas Järnvägar (BJ) byggde under 1870-talet järnvägslinjen Göteborg C - Kil - Falu C. Huvudlinjen på 478 kilometer var Sveriges genom tiderna största järnvägsprojekt. Banan färdigställdes i sin helhet år 1879, men dagliga resor mellan Göteborg C och Falu C gjordes inte förrän 1888. Ornäs station var en mötesplats mellan Borlänge och Falun. Den stod klar när den nordligaste delsträckan av järnvägen öppnade vid årsskiftet 1875–76.
År 1908 ingicks samarbete med Gävle–Dala Järnväg och Stockholm–Västerås–Bergslagens Järnvägar. Samarbetet utvecklades med tiden till Trafikförvaltningen Göteborg–Dalarne–Gävle (GDG), som var Sveriges största enskilda järnvägsbolag och tidvis hade tåg, som var snabbare än SJ:s. Under åren 1939–46 elektrifierades huvudlinjen. BJ och resten av GDG förstatligades 1948 och ingick därefter i SJ:s verksamhet.

## Beskrivning
Ornäs station med stationshus, uthus och jordkällare är en sammanhållen och välbevarad miljö. Inga tillbyggnader eller förändringar har förändrat de bevarade byggnadernas exteriörer i någon större omfattning. Det av Axel Kumlien ritade stationshuset har en planlösning, som i alla väsentliga delar är bevarad. Detaljer av inredningen är också bevarade, till exempel den tidstypiska inredningen i väntsalen. Stationshuset är ett välbevarat exempel på de mindre stationshus, som uppfördes i ett stort antal på de enskilda bansträckorna. Denna stationstyp är idag sällsynt, då många liknande stationer rivits, sålts eller förändrats. Stationen och dess miljö besitter sammantaget ett högt kulturhistoriskt värde.
Stationshuset är uppfört med en stomme av trä i 1,5 våning. Bottenvåningen består av en stor centralt placerad väntsal genom hela huset flankerad av lokaler för expedition och en trappa till övervåningens bostadslägenhet. I lägenheten finns många äldre byggnadsdetaljer bevarade. I väntsalen är troligen såväl golv, väggpanel som tak ursprungligt. Fasaderna på huset har en liggande träpanel och är rikt dekorerad med trädetaljer kring fönster och dörrar samt det för stationshusen längs banan så karaktäristiska våningsbandet.
Färgsättningen har ändrats till röda fasader och vita knutar likt andra hus på landet i Sverige. Från början var förhållandena det omvända med mörka snickeridetaljer och ljusa fasader. Dörrarna är numera blåmålade. Mot banan har vissa skyltar och klockan tagits ner. Fönstren är till stor del utbytta till fönster med en T-form – utan de tidigare spröjsarna. Uthuset är en enkel rödmålad träbyggnad med tre portar. På gaveln mot stationshuset finns två mindre fönster. Både fönster och portar har kvar de ursprungliga omfattningarna. Taket är belagt med tvåkupigt tegel på samma sätt som stationshuset. Skorstenen av tegel är oförändrad med en utkragad överdel. Uthuset är på ena långsidan tillbyggt med ett garage. Stationsområdet kompletteras med en traditionell jordkällare.